# Eccremidium pulchellum
Eccremidium pulchellum là một loài rêu trong họ Ditrichaceae. Loài này được Hook. f. & Wilson Müll. Hal. mô tả khoa học đầu tiên năm 1848.